# 養基小学校養基保育所組合立養基小学校
養基小学校養基保育所組合立養基小学校（やぎしょうがっこうやぎほいくじょくみあいりつ やぎしょうがっこう）は岐阜県揖斐郡池田町田中にある小学校。岐阜県唯一の組合立小学校である。

## 所在地
- 岐阜県揖斐郡池田町田中555

## 通学について
昭和の大合併で養基村の脛永地区は揖斐郡揖斐川町に、その他の地区は揖斐郡池田町に編入されたが、脛永地区の児童は現在も池田町の養基小学校に通学している。
卒業後は基本的に池田町在住児童は池田町立池田中学校へ、揖斐川町在住児童は揖斐川町立揖斐川中学校へそれぞれ進学する。

## 沿革
- 1873年（明治6年） - 修道学校が開校する。
- 1877年（明治10年） - 沓井学校に改称する。
- 1893年（明治26年） - 修道尋常小学校に改称する。
- 1897年（明治30年）4月1日 - 粕河原村、田中村、沓井村、脛永村が合併し、養基村が発足。
- 1898年（明治31年） - 養基尋常小学校に改称する。
- 1922年（大正11年） - 養基尋常高等小学校に改称する。
- 1941年（昭和16年） - 養基国民学校に改称する。
- 1947年（昭和22年） - 養基村立養基小学校に改称する。
- 1956年（昭和31年） - 
  - 養基村が分割により、西部（旧・粕河原村、田中村、沓井村）は池田町に、東部（旧・脛永村）は揖斐川町に編入される。
  - 養基小学校養基保育所組合立養基小学校に改称する。
- 1969年（昭和44年） - 新校舎（鉄筋コンクリート造）が完成する。
- 1984年（昭和59年） - 体育館が完成する。
- 2004年（平成16年） - 養基小学校附属幼稚園を閉園する。

## 最寄駅
- 養老鉄道養老線 「揖斐駅」より徒歩約10分